# Flakked
Víctor Lirola Tortosa (Barcelona, 25 d'abil de 2001) més conegut pel seu sobrenom Flakked, és un jugador català professional de l'eSport League of Legends. Actualment, juga com a "ADC" per l'equip Team Heretics.
Nascut a Barcelona, al barri de Trinitat Vella, Flakked va debutar com a jugador professional a la Superliga de la LVP l'any 2018, coincidint l'any 2019 a l'equip S2V amb Xixauxas.
Després de jugar per MAD Lions a la Superliga des de l'any 2020, el 2022 va ser fitxat per l'equip G2 Esports, a qui va representar tant a la LEC com al Mundial. Posteriorment, el 2023 va tornar a la Superliga, aquesta vegada formant part de l'equip Los Heretics fins que mig any més tard va ascendir de nou a la LEC jugant al màxim equip de la mateixa organització, Team Heretics.